# Monument de Bismarck (Düsseldorf)

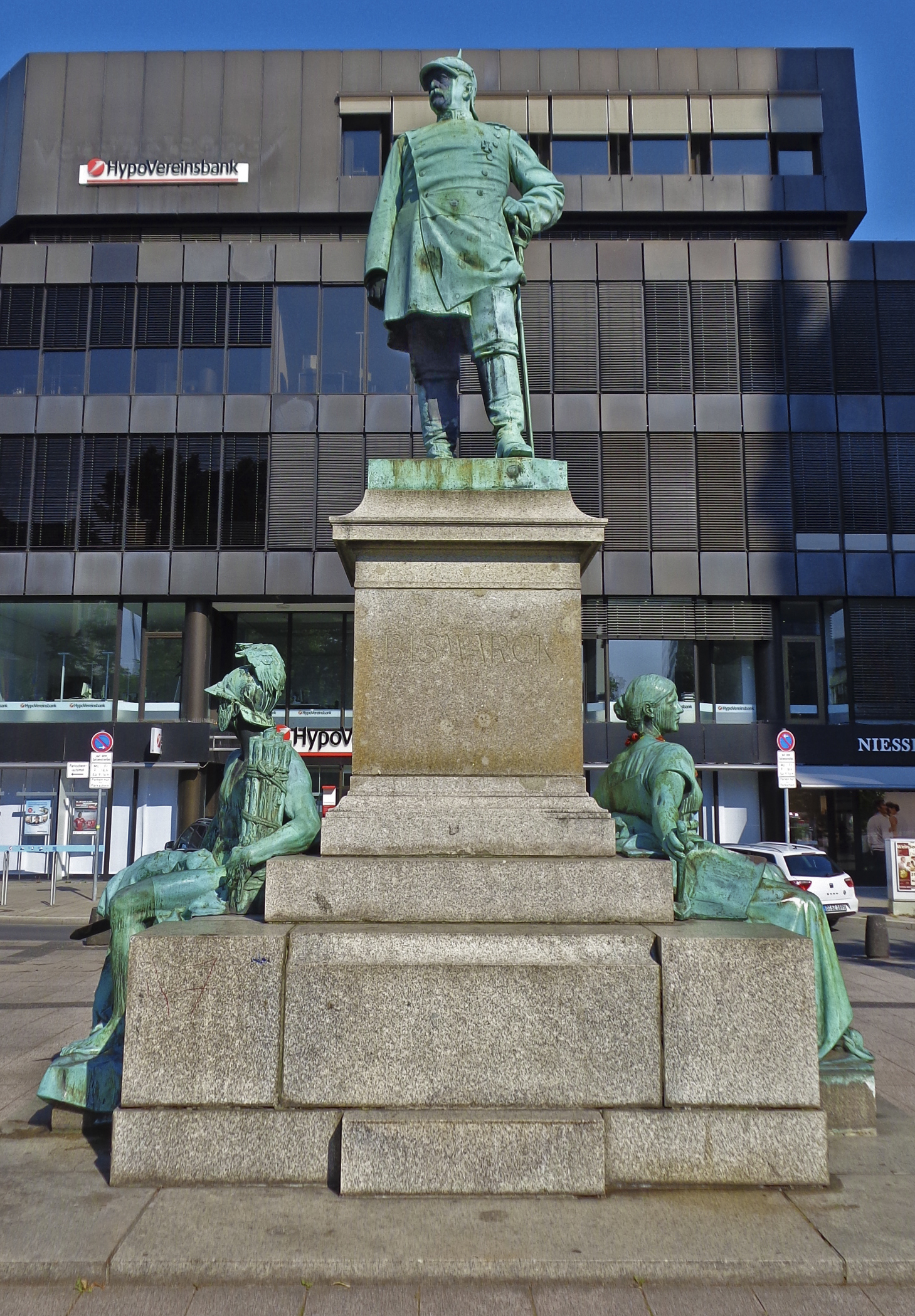
Le monument de Bismarck à Düsseldorf.

Le monument de Bismarck (Bismarck-Denkmal) est l'un des nombreux monuments représentant en Allemagne le chancelier Otto von Bismarck (1815-1898). Situé à Düsseldorf dans le centre-ville, il est l'œuvre d'August Bauer et Johannes Röttger.

## Histoire
La statue est l'œuvre du sculpteur August Bauer et la conception du monument de Johannes Röttger. Le monument est solennellement inauguré le 10 mai 1899 (moins d'un an après la mort du chancelier) sur l'Alleestraße (aujourd'hui Heinrich-Heine-Allee), devant la façade principale de l'ancienne galerie d'art de Düsseldorf (de). Aujourd'hui le monument se trouve depuis 1961 sur la Martin-Luther-Platz, où il est à côté du monument de Guillaume Ier.

## Description

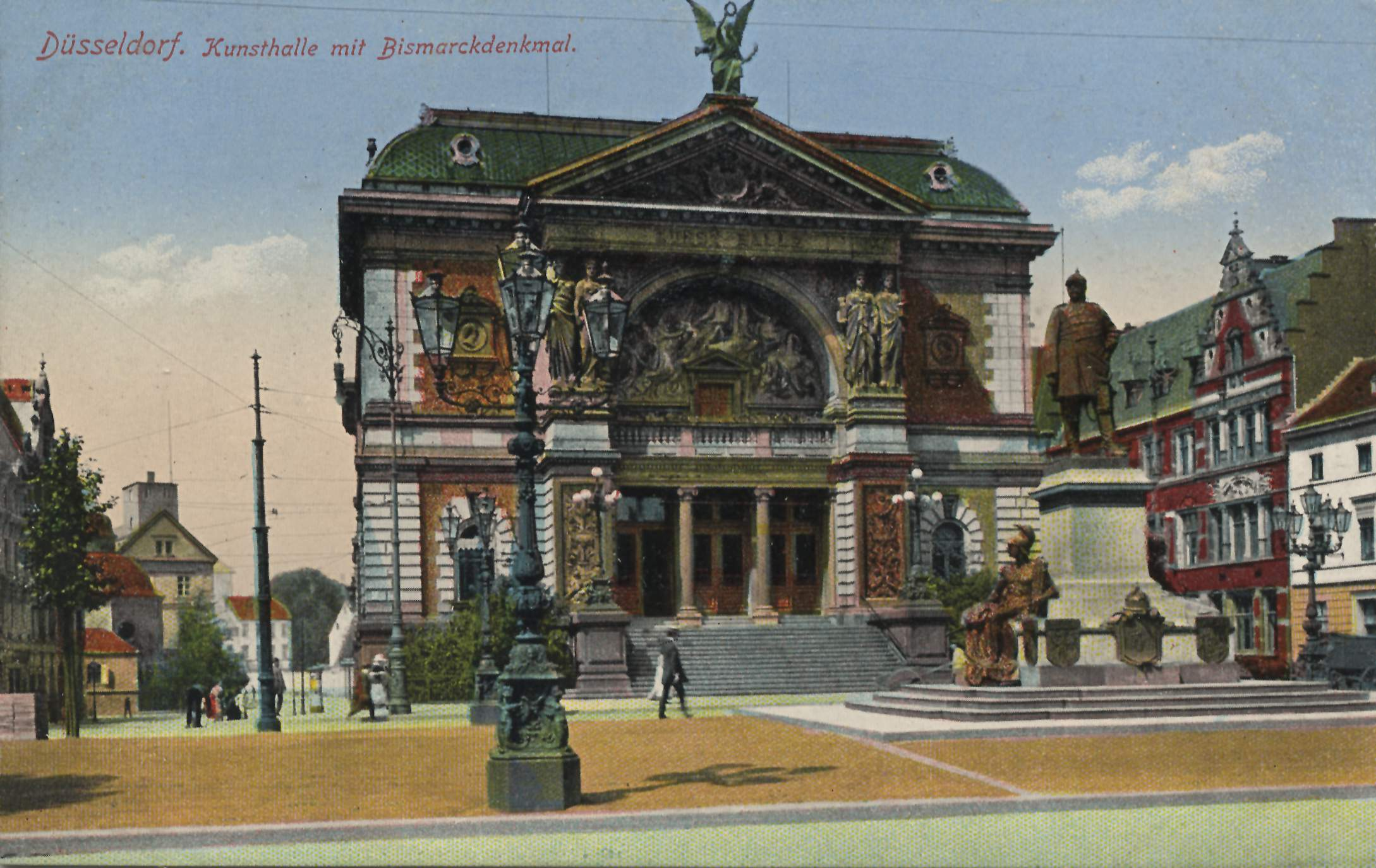
Le monument de Bismarck devant l'ancienne Kunsthalle sur l'Alleestraße, peu après 1900.

Ce monument wilhelminien est surplombé de la statue de bronze en pied du chancelier Bismarck à qui il rend honneur. Elle mesure 3 mètres de hauteur. Le chancelier est vêtu de son uniforme du régiment de cuirassiers von Seydlitz (de Magdebourg) n° 7, avec son casque à pointe, botté et s'appuyant sur son épée, le regard tourné à droite, la croix de fer sur la poitrine. Le socle, de 4 mètres de hauteur, est flanqué de deux allégories assises. L'une est une guerrière à l'antique casquée, portant une épée à la main droite et un faisceau à la gauche, symbole de l'unité guerrière victorieuse du peuple allemand. L'autre est une femme s'appuyant d'un marteau, une ancre aux pieds, personnifiant ainsi le progrès de l'industrie allemande. Ces trois statues sont en bronze. Le socle de granit de Bayreuth montrait les blasons des principaux États de l'Empire allemand : celui du royaume de Bavière, du royaume de Prusse, du royaume de Saxe et du royaume de Wurtemberg ; mais ils ont disparu pendant la Seconde Guerre mondiale.

## Source de la traduction
- (de) Cet article est partiellement ou en totalité issu de l’article de Wikipédia en allemand intitulé « Bismarck-Denkmal (Düsseldorf) » (voir la liste des auteurs).